# Kravany (okres Trebišov)

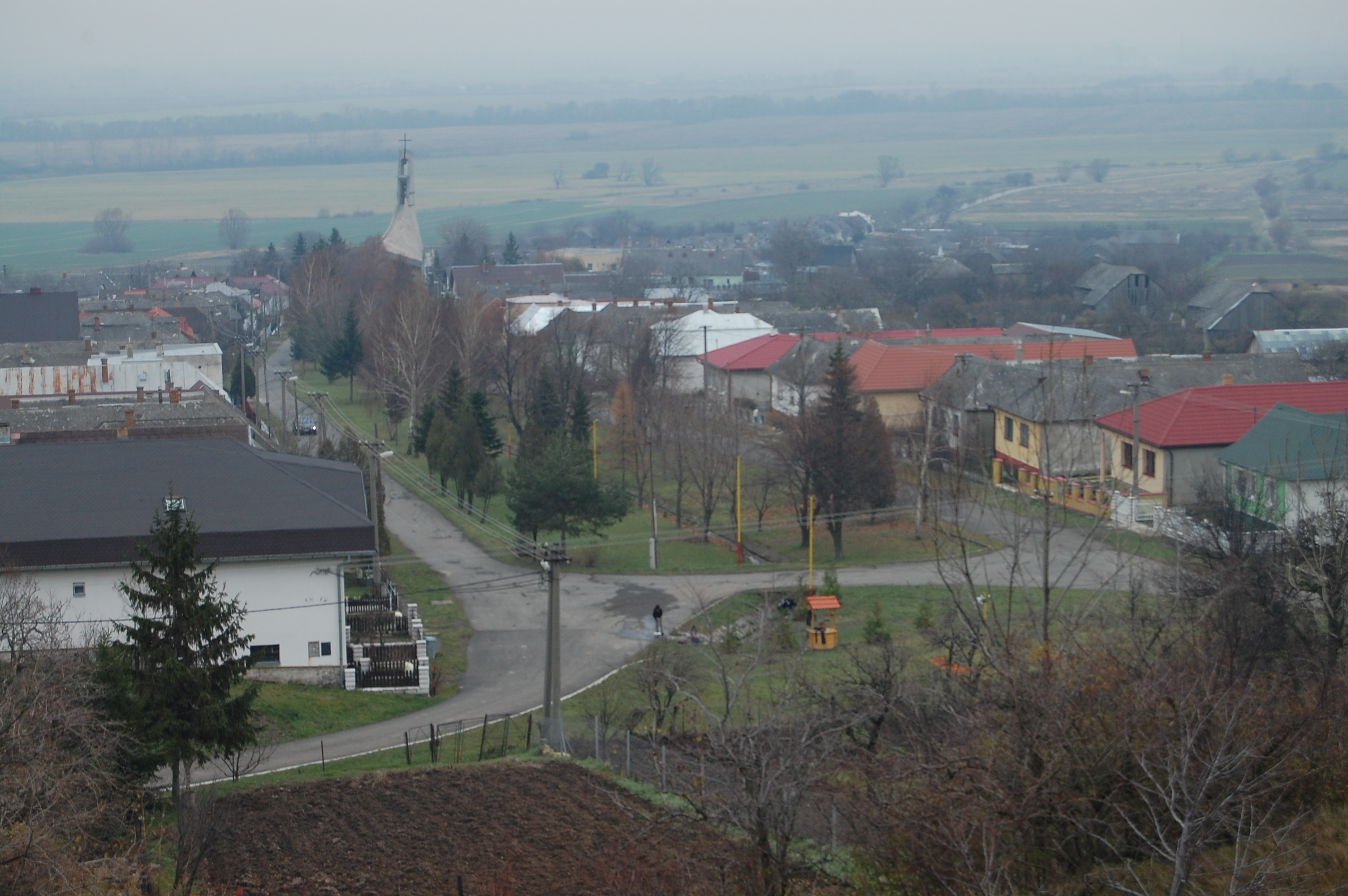
Kravany

Kravany (Hongaars: Kereplye) is een Slowaakse gemeente in de regio Košice, en maakt deel uit van het district Trebišov.
Kravany telt 319 inwoners.